# 石店镇
石店镇，是中华人民共和国安徽省六安市霍邱县下辖的一个乡镇级行政单位。

## 行政区划
石店镇下辖以下地区：
井岗村、双庙村、桥岗村、高庄村、水晶宫村、石店村、韩老楼村、宽店村、双庄村、彭桥村、郑塔村、杨桥村、三连塘村和五塔寺村。